# Maarstraße (Trier)
Die Maarstraße ist eine Straße in Trier im Stadtteil Nord. Sie verläuft zwischen der Paulinstraße und Zurmaiener Straße. Sie stellt quasi die Verlängerung der Maximinstraße dar.

## Geschichte
Der Name leitet sich von lateinischen „mare“ bzw. althochdeutsch „mara“ für ein stehendes Gewässer ab und bezieht sich damit auf die bischöflichen Fischteiche, die sich hier einst befanden. Ein Bezug zu den Maaren in der Eifel ist nicht überliefert, ist aber etymologisch gegeben.
Zu Beginn des 19. Jahrhunderts war das „Maarviertel“ genannte Stadtviertel rund um die Maarstraße unmittelbar nordöstlich der Porta Nigra der größte der fünf  Vororte am Stadtrand. Der Vorort war (und ist teilweise immer noch) durch zahlreiche kleinere, zumeist niedrigen Wohn- und Gewerbegebäude geprägt.

## Bauwerke
In der Straße befinden sich acht Kulturdenkmäler, unter denen vor allem das Gebäude in der Maarstraße 79 hervorsticht. In der Straße befindet sich auch die Kirche St. Martin.
Bis zu seinem Abriss im ersten Jahrzehnt des 20. Jahrhunderts befand sich in der Maarstraße 16–22 das sogenannte Lamberts Gartenhaus.  Das Gebäude schloss an einen ausgedehnten Gartenbereich an, der sich alten Stadtplänen zufolge im heute dicht bebauten Gelände zwischen Paulinstraße und Engelstraße befand. Es wurde als klassizistisches Gartenhaus um 1800 konzipiert. Es erhob sich als zweigeschossiges Gebäude aus Buntsandstein auf einem Grundriss von ca. acht Meter Länge und sechs Metern Breite. Ähnliche, jedoch meist nur noch eingeschossige Gartenhäuser befinden sich am Zurlaubener Ufer. Kurz vor seinem Abriss wurde es in einem bereits verfallenen und maroden Zustand von Wilhelm Deuser letztmals fotografisch dokumentiert.